# Artur Hulej

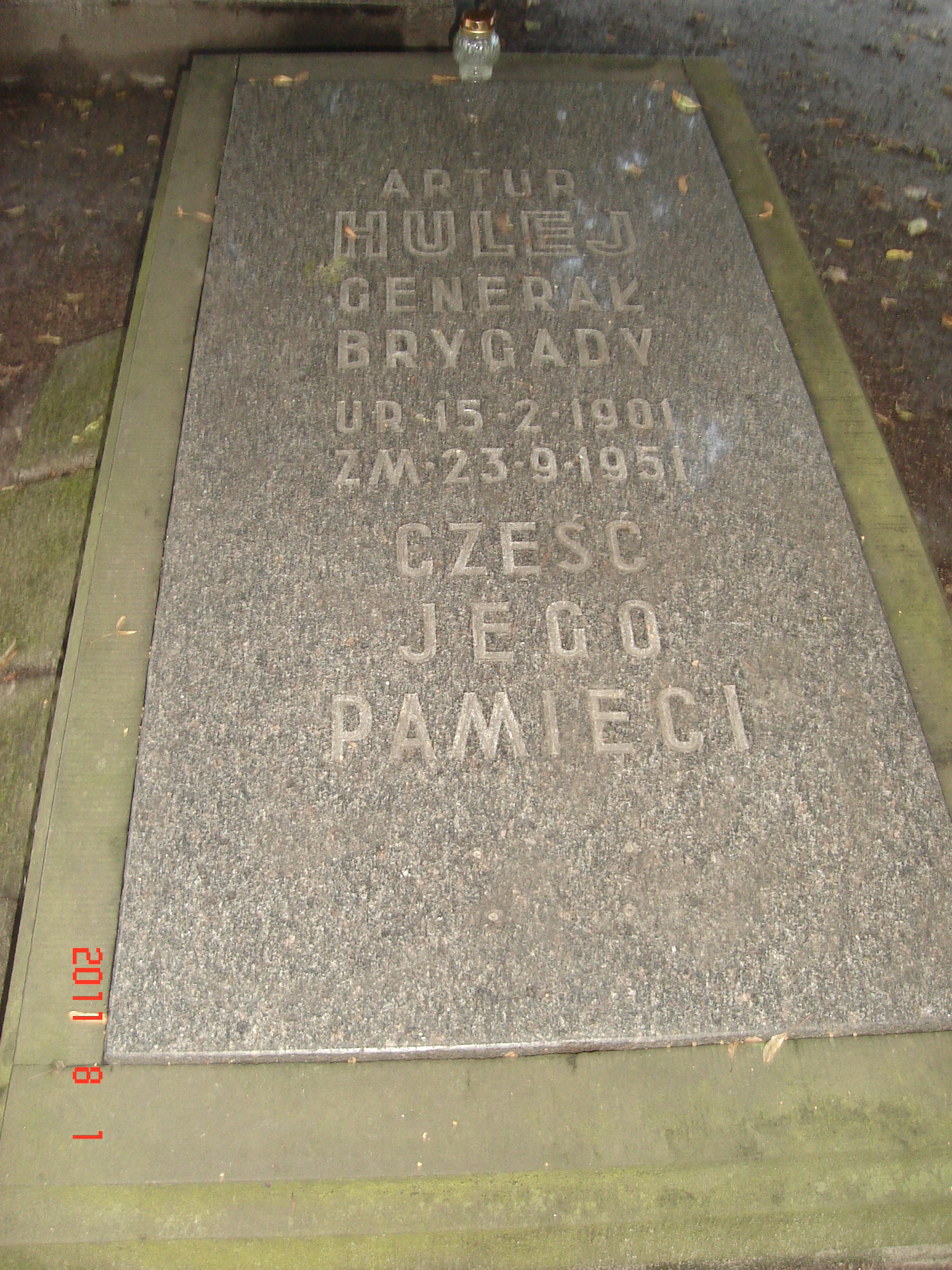
Grób Artura Huleja na Cmentarzu Wojskowym na Powązkach

Artur Hulej vel Artur Gulej (ur. 2 lutego?/15 lutego 1901 w Jekaterynosławiu, zm. 23 września 1951 w Warszawie) – generał brygady ludowego Wojska Polskiego.

## Życiorys
Syn Karola i Marii z Sobierajskich. Od 1919 żołnierz Armii Czerwonej, ukończył kurs młodszych dowódców artylerii w Smoleńsku jako dowódca plutonu. Brał udział w wojnie domowej w Rosji, w walce przeciwko armii Denikina. W 1927 ukończył kurs dowódczy w Wyższej Szkole Wojskowej w Kijowie. Od 1930 dowódca dywizjonu, od 1936 wykładowca w oficerskiej szkole piechoty. W 1938 zwolniony i przeniesiony do rezerwy z powodu polskiego pochodzenia.
Od 1939 ponownie w służbie czynnej. W latach 1937–1940 zaocznie studiował w Akademii Wojskowej im. Michaiła Frunzego w Moskwie. Następnie został szefem sztabu dowództwa artylerii 30. Dywizji Piechoty. W 1941 dowódca artylerii 51, a następnie 30. Dywizji Piechoty. 21 marca 1942 roku został mianowany pułkownikiem. W październiku 1941, w lipcu 1942 i w lipcu 1943 ranny w walkach z Niemcami, w tym za ostatnim razem ciężko.
20 grudnia 1943 roku, po wyleczeniu ran, został skierowany do Polskich Sił Zbrojnych w ZSRR na stanowisko dowódcy artylerii dywizyjnej 3 Dywizji Piechoty im. Romualda Traugutta. W czerwcu 1944 roku został dowódcą 5 Brygady Artylerii Ciężkiej. Od 26 czerwca 1944 komendant Oficerskiej Szkoły Artylerii nr 1 w Nowogrodzie Wołyńskim, a następnie w Chełmie. 3 listopada 1944 roku Krajowa Rada Narodowa mianowała go generałem brygady. Od maja 1945 komendant Oficerskiej Szkoły Artylerii nr 2 w Toruniu. 11 lipca 1946 roku został mianowany generałem majorem. 19 sierpnia 1946 roku został komendantem Centrum Wyszkolenia Artylerii w Toruniu, a 1 grudnia 1947 roku komendantem Wyższej Szkoły Artylerii w Toruniu. W 1951 roku został wyznaczony na stanowisko pomocnika dowódcy Wojsk Pancernych do spraw artylerii.
Zmarł 23 września 1951 roku w Warszawie. Został pochowany w Alei Zasłużonych na cmentarzu Wojskowym na Powązkach (kwatera A25-tuje-26).

## Życie prywatne
Od 1924 żonaty z Barbarą z domu Czechowską, nauczycielką szkoły powszechnej. Małżeństwo miało dwie córki.

## Ordery i odznaczenia
- Krzyż Komandorski Orderu Odrodzenia Polski (1945)
- Order Krzyża Grunwaldu III klasy (11 maja 1945)[7]
- Krzyż Srebrny Orderu Virtuti Militari
- Złoty Krzyż Zasługi (1946)
- Order Czerwonego Sztandaru (ZSRR)
- Medal „Za obronę Kaukazu” (ZSRR)